# ベリーズ川

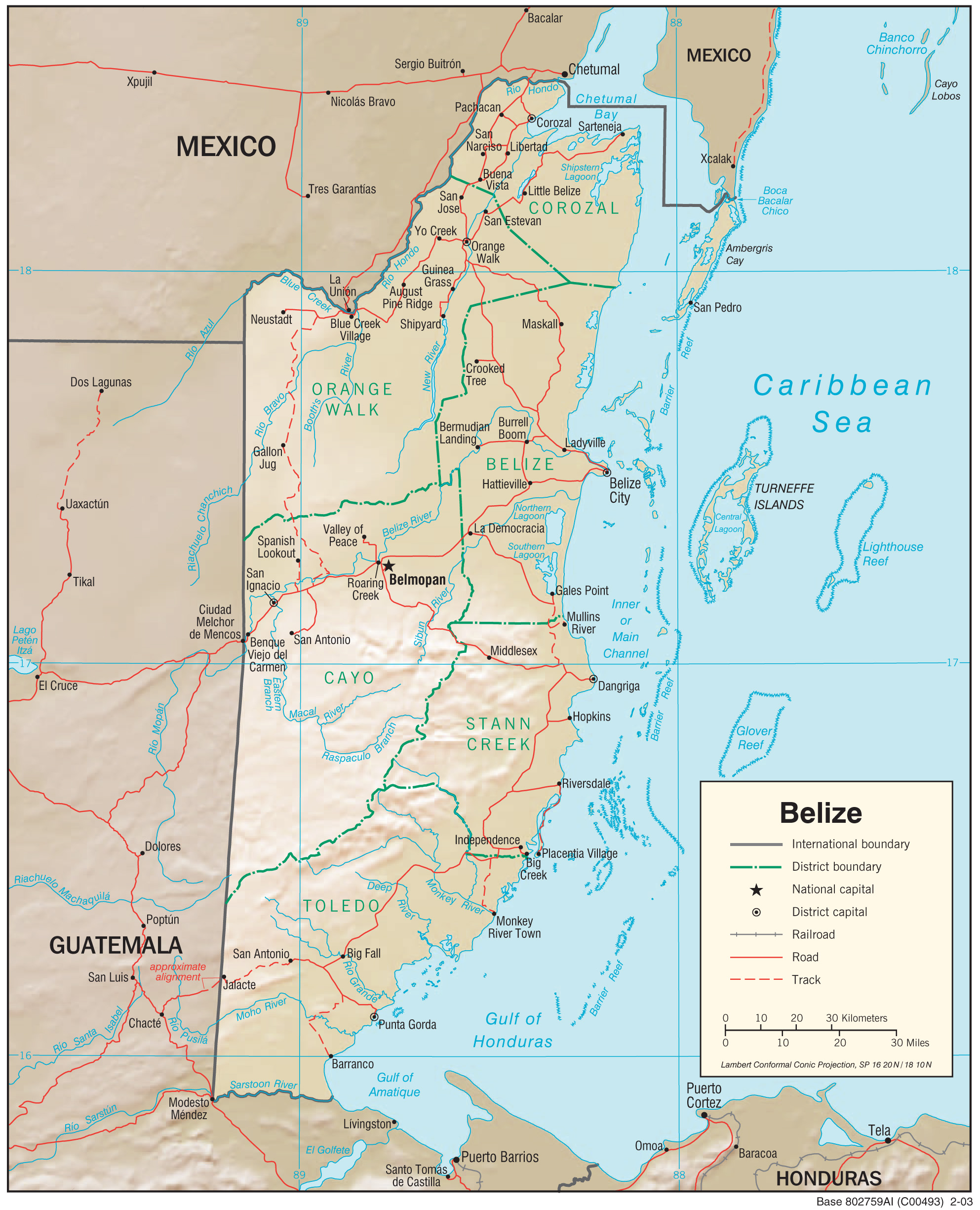
ベリーズ川はベリーズの中央部を流れている

ベリーズ川(ベリーズがわ、Belize river)は、ベリーズ南方に位置するマヤ山脈の北面に沿って国土の中央部を流れベリーズシティの北で海に注ぐ、流域面積が国土の4分の1以上、流路延長180マイル（290km）の河川である。上流のモパン川を含む流域にベリーズ人口の45パーセント以上を含む。グアテマラの境界まで航行可能なベリーズ川は、20世紀になるまで内陸と海岸を結ぶ物流の動脈として用いられてきた。
ベリーズ川は、サン・イグナシオ（San Ignacio）の東にあるモパン川とマーツァル川の合流点で始まり、熱帯多雨林の渓谷の中を流れる。主にマホガニーなどの林業が長く営まれ、いくらか小規模ながらまだ行われている。
沿岸住民の生活にとって欠かせない飲料水として使われているが、土砂、過剰な栄養塩類、農薬やその他の毒素によって水質は低下している。劣化の主要なもとは、上流のモパン川での持続不可能な農業と広範囲な森林伐採にある。「広大なモパン・ベリーズ川流域は、過去30年にわたって地域内で発生した大規模な持続不可能な農業の実践によるストレスに耐えられない」とする研究報告のように、現地の民族による焼畑農業の慣行は悪影響をもたらしている。

## マヤ地域
流域のモパン川、マーツァル川は、マヤ文明の栄えた地域であり、これらの地域にはシュナントゥニッチ、チャア・クリークとカル・ペチが含まれる。

## 支流
- モパン川